# Elecciones generales de Senegal de 1968
Las elecciones generales de Senegal de 1968 se realizaron el 25 de febrero del mismo año, donde el presidente en ejercicio, Léopold Sédar Senghor fue reelegido por el voto absoluto, ya que Senegal estaba dominado por la política unipartidista desde su independencia en 1960. El Unión Progresista de Senegal, un conglomerado socialista, instaló el sistema después de la independencia y se ha mantenido en el poder dominando también la Asamblea Nacional y sus 80 escaños legislativos.

## Sistema electoral

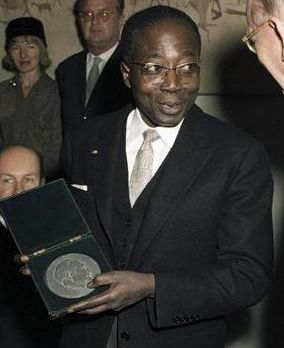
Léopold Sédar Senghor.

Los diputados a la Asamblea Nacional son elegidos de acuerdo a una lista única de candidatos, el universo electoral de todo el país elige sus legisladores. Ninguna lista puede contener menos nombres que el número de escaños vacantes. Todos los ciudadanos senegaleses de ambos sexos, mayores de 21 años gozan de los derechos civiles y políticos para poder emitir sus sufragios y por ende cada votante registrado es elegible también como miembro de la Asamblea, con el único requisito adicional de haber desempeñado su servicio militar.
El Presidente de la República se elige por mayoría absoluta de entre los líderes del Partido Único que va a plebiscito nacional para que la comunidad decida si debe tomar el mando de la Nación.
La política de partido único se instaló en Senegal desde su independencia en 1960, cuando comenzó el dominio de la Unión Progresista de Senegal con Léopold Senghor. 

## Resultados

### Presidenciales
|  | 99,39 % |

|  | 0,61 % |

|  | 100,00 % |

|  | 94,7 % |

|  | 99,39 % |

### Parlamentarias
|  | 99,53 % |

|  | 0,37 % |

|  | 100,0 % |

|  | 93,0 % |

|  | 100 % |